# Hédervár
Hédervár is een plaats (község) en gemeente in het Hongaarse comitaat Győr-Moson-Sopron. Hédervár telt 1117 inwoners (2001).